# Peng Ming-min
Peng Ming-min (en chino, 彭明敏; pinyin, Péng Míngmǐn; pe̍h-ōe-jī, Phêⁿ Bêng-bín) (Kaohsiung County, República de China, 15 de agosto de 1923 - Taipéi, 8 de abril de 2022) fue un destacado activista por la democracia, propulsor de la independencia de Taiwán, y político. 

## Biografía
En 1964 fue arrestado por sedición por imprimir un manifiesto defendiendo la democracia en Taiwán, logró escapar en forma dramática y huyó a Estados Unidos. Regresó luego de veintidós años de exilio, convirtiéndose en el primer candidato presidencial del Partido Democrático Progresista durante la primera elección presidencial directa en Taiwán realizada en 1996.